# Wellington (Australie)
Pour les articles homonymes, voir Wellington (homonymie).
Wellington (4 692 habitants) est une ville de Nouvelle-Galles du Sud en Australie au confluent des rivières Bell et Macquarie.
La ville doit son nom à John Oxley, le premier européen qui explora la région en 1817 et qui donna le nom de Wellington à la vallée qui abrite la ville en l'honneur de Arthur Wellesley de Wellington.
La ville, située à l'intérieur des terres, à 362 km de Sydney est un important centre agricole; on y cultive luzerne et légumes à proximité des cours d'eau; on y élève des moutons et des bovins plus loin.
Wellington est le deuxième point de peuplement de la Nouvelle-Galles du Sud à l'ouest des Montagnes Bleues.
On trouve à 30 km au sud de la ville, le lac artificiel de Burrendong, dont les capacités de stockage (1,2 km3) sont trois fois et demi supérieures à celles du port de Sydney et qui fournit l'eau pour irriguer la région. C'est aussi un endroit apprécié des pêcheurs, des véliplanchistes et des plaisanciers.
Les grottes de Wellington sont vieilles de plusieurs millions d'années. Elles contenaient de nombreux ossements fossilisés. La cavité principale est la "Cathédrale" avec son "autel" de 32 m de diamètre et 15 m de hauteur en pierre.

## Personnalité
Ian O'Brien, champion olympique du 200 m brasse à Tokyo, en 1964, est né à Wellington en 1947.